# 教育バウチャー
教育バウチャー（きょういくバウチャー、英: school voucher, education voucher）は、私立学校の学費など、学校教育に使用目的を限定した「クーポン」を子供や保護者に直接支給することで、子供が私立学校に通う家庭の学費負担を軽減するとともに、学校選択の幅を広げることで、学校間の競争により学校教育の質全体を引き上げようという私学補助金政策。
ちなみに、学校選択制 (School choice)という言葉は日本では公立学校の学区の緩和を意味するが、国際的にはバウチャーの支給によって私立学校への選択を容易にさせるという政策も含めた文脈で使われることが多い。
近年、日本においては学校教育だけでなく、塾、予備校、習い事、文化活動、スポーツ活動などに利用可能な学校外教育バウチャーの取り組みも行われている。

## 概説
教育バウチャーは、特にアメリカ合衆国で従来地域の教育をほぼ独占的におこなってきた公立学校の質の低下に対する懸念から1950年代に提案され、1990年代に入ってから大きな議論になってきた教育政策である。
教育バウチャー政策を支持する側は、バウチャーの配布により私立学校が受け入れた生徒の数に応じて補助金額が決定されることになり、学校はより多くの生徒を集められるよう質の向上を図るはずだと主張する。また、バウチャーの金額を公立学校における生徒一人当たりの支出額に近い金額にして公私間の補助金面での条件を対等化することにより、学校間の競争を促して私立だけでなく公立学校の質も向上させることができるという考えである。したがって、バウチャー政策は子どもが私立に行く場合だけに支給するのではなくすべての子どもに支給する。そのうえで、公立校の運営資金も在籍生徒のバウチャーから捻出するようすることで、公的教育財政自体をその根本から変えることも可能である。しかし、教育バウチャーに反対する側は、バウチャーの配布は私立学校のエリート化を加速し、学校間の階層格差を拡大するだけだとしている。
実際の運用にはクーポン券を直接家庭にくばる必要はなく、また補助金額を単純に個々の生徒に比例させる必要もない。何らかのかたちで学校への補助金の大部分が生徒数に応じて決定されるようなメカニズムを導入すればそれがバウチャー政策となる。

## バウチャー論争の歴史 -1990年
教育バウチャーはトマス・ペインが『人間の権利』 (1792年)のなかで子どもを学校に行かせることを条件とした補助金を提案しているのが学問的な起源とされる。ペインの提案は「クーポン券」ではないが、補助金を受け取る条件として子供を学校に送ることとされているためバウチャーとして機能する。ペインは補助金により地方でも私的教育機関が自発的に供給されるはずだと洞察している。
バウチャーという言葉を使って学校教育における競争の重要性を初めて明確に主張したのはミルトン・フリードマンである。彼は1955年に発表した"Role of Government in Education"（『教育における政府の役割』）という論文（『資本主義と自由』に再録）のなかで、米国の公立学校は非効率かつ低質で、その原因は公立学校が教育を無料で独占的に提供しているからであるとした。そして、教育の質を高めるために政府の検査や管理を強めるのではなく、市場メカニズムをもちいることを提案した。政教分離を定める連邦憲法に制限されて政府の補助金を得られなかった私立学校にもバウチャー（＝クーポン）の形で生徒の数に応じた補助をすべきこと、その金額は公立学校の平均的費用に相当すべきこと、公立学校の予算も生徒の数を反映して決められるべきであること等を主張した。フリードマンの主張は補助を与える対象を特に限定しなかったので、のちに「制約のないバウチャー」と呼ばれるようになった。
その後、クリストファー・ジェンクスらはフリードマンの主張を踏まえながら「修正されたバウチャー」を提案した。その特徴は、バウチャーの金額は貧困家庭の子供に多くする、入学希望者が多すぎる学校は抽選で生徒を選抜する、学校は一定比率のマイノリティを受け入れ、スクールバスなどの通学手段を提供するなどである。これは「制約のあるバウチャー」とも呼ばれる。
米国における最初のバウチャー政策はカリフォルニア州アラムロック）学区 (Alum Rock) において1970年代におこなわれた実験だといわれる。この特徴は、
- 私立学校の参加はなかった。
- 一つの学区のなかにいくつもの「ミニ学校」がつくられ生徒はそれを自由に選択した。
- 生徒の集まり方で教師の職が失われることはなかった。

などである。この実験は中途半端な教育バウチャー政策とされ、バウチャーに対する失望を生んだといわれる。

## 各国の教育バウチャー政策

### 米国

#### ウィスコンシン州ミルウォーキー市 1990年-
米国最初の公的な私立学校バウチャー政策は1990年にウィスコンシン州ミルウォーキーで実施された。対象は公立小学校に通っている（あるいは通う予定の）低所得家庭の子どもである。バウチャーを受け取る資格のある私立学校は、宗教系ではなく、市が定める最低限の基準を満たし、学費は無料で、生徒の選抜を抽選で行う必要がある。この政策は研究者の間で評価が大きくわかれている。
ある研究グループ（ピーターソンら）は、バウチャーによって公立から私立に移籍した子供は、3、4年後に数学・読解能力が向上したという。一方、どの科目にもバウチャーの効果は認められないとする研究（ヴィット）、数学についてわずかな向上があるが読解には向上がみられなかったという研究（ロウズ）もある。

#### オハイオ州クリーブランド市 1995年-
オハイオ州クリーブランドは1995年に米国2番目となる私立学校バウチャー政策を導入した。当初は幼稚園から小学3年生までが対象であったが、最近では高校生まで対象に含まれるようになった。この政策の特徴は、受取額に差はあるものの、所得に関係なくバウチャーを受け取ることができること、私立にすでに在籍している生徒も対象となること、宗教系学校もバウチャーの受け入れが可能であること、学校は一定の制限の中で親に学費を請求できることなどである。
具体的には、一定所得以下の家庭の子どもには最大2250ドル（学費の90%まで）、それ以上の所得の場合は1875ドル（学費の75%まで）を支給するとした。2004年現在のバウチャー最高金額は3000ドルである。ピーターソンらの研究によると、バウチャー校に通う生徒の数学と読解能力は向上したという。また、バウチャーで私立学校に行った生徒の親はそうでない親よりも満足度が高い。一方、毎年公式の評価を行っているインディアナ大学のグループは、公立と比べた場合、社会科と言語についてバウチャー学校により大きな成績向上がみられるが、数学ではバウチャー学校が劣るとしている。
この実験は宗教団体に対する政府補助とみなされ、政教分離を定めた従来の連邦裁の見解に反するとして訴訟に持ち込まれた。しかし、最終的に「公平に配布された補助金が、受け取った側の判断で宗教学校に使われたとしても、憲法違反ではない」という新しい判断が示された（Zelman v. Simmons-Harris case, June 27, 2002）。この判決は各地でのバウチャー推進の追い風となった。

#### フロリダ州　1999-2006年　A+ Opportunity Scholarship Program
フロリダ州ではジェブ・ブッシュ知事によって1999年から2006年までバウチャーと学校情報の開示を組み合わせた政策が実施された。まず、すべての公立学校はフロリダ統一テスト(FCAT)の結果によってAからFまでの評価を与えられる。過去4年間のうち、2回F評価を与えられた学校に通う生徒はバウチャーにより私立学校に転出する権利を与えられる。すなわち、バウチャーは「落第点」を続けた学校に対するペナルティーなのである。ある研究（グリーン）によると、Fを受けた学校の生徒がその後最も大きく成績を向上させることができたという。しかし、この政策は教職員組合を中心とするグループから提訴され、州最高裁判決で「公的資金を使って均質な公教育を提供する」と定めた州憲法に違反する判断され、2006年で廃止することを余儀なくされた(Bush v. Holmes case, January 5, 2006)。

#### ワシントンDC　2004年-  Opportunity Scholarship Program
ブッシュ大統領のイニシアティブによって2004年にはじめられた全米ではじめて連邦資金を使ったバウチャー政策。対象は、幼稚園から6年生までの、貧困基準所得の185%以下の所得の家庭。初年度には1025人の子どもが$7,500のバウチャーを受けて私立学校に入学をした。

#### その他・総括
上記の政策以外にも、ニューヨーク、オハイオ州デイトンの各市では私的財団により抽選を使ったバウチャーの配布をおこなっている。研究者ピーターソンらによると、アフリカ系アメリカ人については公立から私立に移ることで数学と読解テストで向上がみられた。ただし、向上の度合いは学年ごとに異なり、また白人やヒスパニックには影響がなかったという。さらに、私立学校の子どもは規律が正しく家庭と密接な連絡を取り合っているともいう。しかし、その後、ニューヨークに関しては、アフリカ系に対する効果は統計的に有意とはいえないとする研究もでてきた。
これらを総括して、研究者ニールは、バウチャーのプラスの効果が認められるのはアフリカ系アメリカ人が公立から私立に移った場合のみであること、バウチャーが社会全体にどのような効果をあたえるかは政策の設計方法（生徒の所得制限、学費の追加的徴収、学校側の生徒の選別等）に依存するとしている。

### オランダ　1917年-
オランダでは1917年より憲法の規定でほとんどの私立学校に公立学校と同様の補助金をバウチャーのかたちで支出してきた。その結果、今では初等教育段階の私立シェアは70%にものぼっている。
政府補助を受けた学校は独自に学費や寄付を設定できるが、学費を払えないという理由で生徒の入学を拒否することはできない。学費は経常的教育支出に当てることはできず、教員の給与は私立も公立も中央政府が同一に決定している。私立学校は入学基準を設けることができるが、家庭で信仰する宗教が選択基準であるため、ほとんどの私立校は生徒の選別をしていないとされる。しかし、私立における宗教色は薄まっており、現在は生徒の宗教は学校の宗教とは必ずしも一致していない。通学距離は入学許可と無関係であり、全国どこの学校も選ぶことができる。

### チリ　1980年-
チリでは、全国的なバウチャー制度によって、私立学校は学費を徴収しないかぎり生徒数に応じて公立学校と同額の補助を受け取ることができる。バウチャーを導入した1980年時点で20%だった私立学校の生徒シェアは1996年には40%を超えた。私立学校の約10%はいわゆるエリート校で、バウチャーを受け取らずに学費を徴収する。バウチャーを受け取った私立校も面接やテストなどで生徒を選別することはできる。バウチャーによって私立学校を選んだ子どもは学力が大きく向上したとする報告がある一方、私立学校の参入で競争圧力が上がった地域でも平均的な生徒のパフォーマンスは向上しなかったという報告もある。

### 英国　1988年-
イギリスでは保守党政権時の教育改革は、公立学校に対し全国共通カリキュラムの導入、標準テストの実施、テスト結果を含めた学校の情報公開、学校選択の保障、生徒数に基づく学校予算決定方法の取り入れ、教育委員会から学校への意思決定権の委譲など多くの改革を断行した。
1997年の政権交代後、労働党はいくつか修正をおこなったが、教育予算は大幅に増やし、情報公開はむしろ強化された。ただし、研究者マキン-ビグノルズは、「近年トップの生徒の教育水準は向上しているが、これがここ20年の数々の教育改革の結果だという強力な証拠は得られない。さらに、市場的改革は潜在的に不平等を推し進めたようである」としている。

### ニュージーランド　1989年-
ニュージーランドでは、1989年の大規模な教育自由化政策のもと、学校の自主性の拡大、通学区域の廃止などが実施された。当初は子どもの地域公立校への入学が保証されていたが、1991年からそれも撤廃され、半官半民の学校を含むすべての学校では校長の裁量で面接や地理条件などの基準にしたがった生徒の選別が許されるようになった。
しかし、学校の定員や教師の給与体系などは中央で厳しくコントロールされ続けた。教育内容も自由度は高まったものの指導要領の概略は残された。学校は無料であるが、強制的でなければ寄付をつのることができる。フィスケ・ラッドの一連の研究によると、いったん「よい」という評判のたった学校にはますます生徒が集まり、学校が生徒を自由に選抜した結果、特に裕福な白人が一層集中するようになったという。その結果、各学校の在籍生徒の平均的な家庭環境の格差は広がった。

### コロンビア　1991-98年
コロンビアは、世界銀行の支援により、公立の中・高等学校に通う生徒を対象に、1991年より抽選でバウチャーを配布していた。バウチャーを受け取るためには、貧困家庭に属し、政策に参加する私立から入学許可を得ていなければならない。一連の研究によると、バウチャーに当選した生徒は当選しなかった生徒に比べ高校卒業率の上昇や大学入試資格試験の成績の向上などがみられたという。

### スウェーデン　1993年-
スウェーデンでは、1993年に市町村に対し、義務教育段階の私立学校へ、公立学校一人当たり経費の85%以上の補助金の支払い義務が設定された。1997年以降は私立も学費は無料化され、補助金の額は学校ごとに市町村との交渉で決められることになった。生徒の受け入れ基準に関して公立と私立に差はなく、希望者が多すぎれば学校までの距離と兄弟の在籍等が選別の基準になる。その結果、私立学校数は1990年代の10年間で90校から約400校に増加した。いくつかの報告によると、私立のシェアが高い地域では公立も私立も生徒の成績はよいという。

## 就学前教育を対象にしたバウチャー政策

### 英国
イギリスでは保守党政権時にバウチャー制度が導入されたが、1997年の政権交代後、労働党はバウチャー制度を廃止した。
バウチャー制度導入の結果、バウチャー発行のための追加的コストが増大、サービスは画一化し、地域格差が拡大し、民間の新規参入は促進されず、ボランタリーの保育所が経営悪化により閉所に追い込まれた。

### 香港　2007年-
2006年、香港政府は幼稚園に関して教育バウチャー(学券)の導入を発表した。実施は2007年度(9月)からで、全費用が年間2万4000香港ドル以下の幼稚園に入園する場合に限り、一人あたり1万3000香港ドルの補助をおこなうとされている。1万ドルは一般の費用として、3000ドルは教諭の資格取得にもちいることとされている。香港政府は2011年度までに全教諭に正式な資格を取得させ、また補助額を1600香港ドルに引き上げる予定である。
なお、補助対象は当初非営利の幼稚園のみとされていた。しかし、営利の幼稚園に子供をあずける親からの反発をうけ、2007年9月以前に入園した場合に限って営利幼稚園も対象とすることが決まった。また、営利から非営利に転換する幼稚園には園児一人当たり3万香港ドルの補助金をあたえるとしている。

## 学校外教育バウチャー

### 日本
2009年から特定非営利活動法人ブレーンヒューマニティーが寄付などの民間資金を原資として、経済的な理由のために学校外教育を受けることができない子供を対象として、塾、予備校、習い事、文化活動、スポーツ活動などに利用可能な学校外教育バウチャーの提供を行っている。
2011年には東日本大震災で被災した子供たちを支援することを目的に、同法人が一般社団法人チャンス・フォー・チルドレンを設立し、東日本大震災被災地において学校外教育バウチャーの提供を行っている。
2012年、橋下徹大阪市長が市内での教育バウチャーの提供を行うと報道されているが、市長が導入を検討している教育バウチャーは学校教育での利用を想定した学校教育バウチャーではなく、学校外教育バウチャーである。

## 日本におけるバウチャー論争
日本においては、規制改革・民間開放推進会議による『文部科学省の義務教育改革に関する緊急提言』において、「当会議は、欧米諸外国において様々な成功体験が蓄積されてきており、生徒・保護者による選択とこれに基づく教育機関・教員の創意工夫を引き出すことが可能となる『教育バウチャー制度』について（中略）…どのような工夫・制度設計を行えば我が国に適した望ましい『教育バウチャー制度』を実現できるのか」の検討が必要とした。
さらに、「規制改革・民間開放の推進に関する第2次答申」は『バウチャー構想の実現』として、「イギリス、オランダ、スウェーデン等の教育先進国では、児童生徒数を基準として公的助成が行われ、教育の質の維持・向上に成功している事実は（中略）見習うべき点が多い。我が国においても、特区での実験的導入の可能性も視野に入れ（中略）ることが急務である」とした。これらを受けて、文部科学省は論点整理のために「教育バウチャーに関する研究会」を設立し会合を重ねてきた。
2006年10月、規制改革・民間開放推進会議議長にあらたに選ばれた草刈隆郎は教育バウチャー推進派として知られる。
教育バウチャーの導入は安倍内閣による教育改革の目玉として2006年の自民党総裁選の争点の一つにもなり、その後、安倍内閣が設置した教育再生会議においてバウチャー制度の導入が検討された。しかし、「教育格差を拡大させる」として文部科学省から慎重論が出たことや安倍晋三の辞任により、事実上見送られた。
2012年に橋下徹大阪市長が提案している学校外教育バウチャーは安倍内閣が導入を検討していた学校教育で利用できる教育バウチャーとは異なっている。

## 参照元
1. ↑  貧困家庭に教育クーポン「習いごと」も助成　橋下市長が指示（2012/1/19産経新聞）